# Semiautostrada

Segnale di inizio semiautostrada

Semiautostrada (in tedesco Autostrasse; in francese semi-autoroute) è il nome ufficiale usato in Svizzera per indicare una specifica infrastruttura stradale a scorrimento veloce.
a motore e segnalate come tali.»
(Art. 1 Ordinanza sulle norme della circolazione stradale (ONC) del 13 novembre 1962)
Le semiautostrade sono assimilate alle autostrade per quanto riguarda le norme di circolazione, le restrizioni al transito e la segnaletica. Così come le autostrade anche le semiautostrade sono generalmente soggette al pagamento del pedaggio attraverso la vignetta (in Svizzera ci sono almeno 17 tratte di semiautostrade esenti dall'obbligo di vignette). Si differenziano per la velocità massima ammessa (100 km/h invece di 120 km/h), per le caratteristiche tecniche (solitamente hanno una sola corsia per senso di marcia) e per i segnali di inizio e fine.
Il codice della strada italiano non prevede semiautostrade; il traforo del Gran San Bernardo, che sul lato svizzero è una semiautostrada, in Italia è classificato come autostrada, pur essendo a carreggiata unica.